# Cabuyo (Sullana)
Cabuyo es una localidad peruana ubicada en el distrito de Lancones, perteneciente a la provincia de Sullana del departamento de Piura, al norte del Perú. 

## Ubicación
Cabuyo se ubica al norte de la provincia de Sullana, en el distrito de Lancones, en el departamento de Piura. Se ubica cerca a la frontera ecuatoriana-peruana.

## Demografía
En 2017 Cabuyo tenía una población de 45 habitantes.
| Gráfica de evolución demográfica de Cabuyo entre 1993 y 2017 |
|                                                              |
| Fuentes: Población 1993 y 2017                               |